# Filmförderungsgesetz (Deutschland)
Das deutsche Filmförderungsgesetz (FFG) ist die Rechtsgrundlage für die Einrichtung der Filmförderungsanstalt. Unter anderem legt es die Aufgaben sowie den institutionellen Aufbau der Filmförderungsanstalt fest, enthält Regelungen über Voraussetzungen und Verfahren der Förderungsvergabe und ist Rechtsgrundlage für die Erhebung der Filmabgabe.

## Überblick über den Regelungsgehalt
Die durch das Filmförderungsgesetz errichtete Filmförderungsanstalt fördert die Produktion, den Absatz und das Abspiel deutscher Filme. Eine wichtige Unterscheidung ist die zwischen Projekt- und Referenzfilmförderung: Bei letzterer erwirbt der Hersteller eines (anhand von Referenzpunkten ermittelten) erfolgreichen Films automatisch einen Anspruch auf Zuschüsse zur Herstellung eines neuen Films. Über die Projektfilmförderung (in Form von bedingt rückzahlbaren Darlehen) entscheidet hingegen ein Gremium; damit besteht zwar kein Anspruch auf Förderung, jedoch ist diese Förderart von einem Referenzfilm unabhängig und kann somit auch Erstlingsfilmen zugutekommen. Die FFA kann zudem Filmtheater und Videotheken fördern und Hilfen für individuelle Weiterbildungsmaßnahmen sowie für Forschung, Rationalisierung oder Innovation auf filmwirtschaftlichem Gebiet gewähren. Die Förderungen können als Zuschüsse sowie als bedingt oder unbedingt rückzahlbare Darlehen erfolgen.
Ein weiterer Mechanismus zum Schutz des deutschen Kinofilms neben der finanziellen Förderung sind die in § 20 FFG geregelten Sperrfristen. Diese Regelungen beinhalten, dass ein von der FFA geförderter Film erst eine bestimmte Zeit nach der Erstausstrahlung im Kino auf anderen Wegen (z. B. Fernsehen, DVD, Video-on-Demand) ausgewertet werden darf.
Ihre Mittel erlangt die Filmförderungsanstalt gemäß §§ 66 ff. FFG durch Erhebung der Filmabgabe von Filmtheaterbetreibern, von Vermietern oder Verkäufern von Videos sowie – seit dem Sechsten Änderungsgesetz – von den öffentlich-rechtlichen und privaten Fernsehveranstaltern; letztere leisteten zuvor auf Basis freiwilliger Abkommen (sog. Film-Fernseh-Abkommen) Zahlungen an die FFA.

## Geschichte des Filmförderungsgesetzes
| Versionen des Filmförderungsgesetzes                                                                                              | Versionen des Filmförderungsgesetzes                    |
| Titel (Ausfertigung/Inkrafttreten)                                                                                                | Fundstelle im Bundesgesetzblatt (Konsolidierte Fassung) |
| --- | ------------------------------------------------------- |
| Gesetz über Maßnahmen zur Förderung des deutschen Films (22. Dezember 1967 / 1. Januar 1968)                                      | BGBl. I S. 1352                                         |
| Gesetz zur Änderung des Gesetzes über Maßnahmen zur Förderung des deutschen Films (9. August 1971 / 13. August 1971)              | BGBl. I S. 1251                                         |
| Zweites Gesetz zur Änderung des Gesetzes über Maßnahmen zur Förderung des deutschen Films (27. Februar 1974 / 3. März 1974)       | BGBl. I S. 437                                          |
| Drittes Gesetz zur Änderung des Gesetzes über Maßnahmen zur Förderung des deutschen Films (11. Dezember 1978 / 20. Dezember 1978) | BGBl. I S. 1957                                         |
| Gesetz über Maßnahmen zur Förderung des deutschen Films (Filmförderungsgesetz) (25. Juni 1979 / 1. Juli 1979)                     | BGBl. I S. 803                                          |
| Erstes Gesetz zur Änderung des Filmförderungsgesetzes (18. November 1986 / 1. Januar 1987)                                        | BGBl. 1986 I S. 2040                                    |
| Zweites Gesetz zur Änderung des Filmförderungsgesetzes (21. Dezember 1992 / 1. Januar 1993)                                       | BGBl. 1992 I S. 2135                                    |
| Drittes Gesetz zur Änderung des Filmförderungsgesetzes (6. August 1998 / 1. Januar 1999)                                          | BGBl. 1998 I S. 2046 (BGBl. 1998 I S. 2053)             |
| Viertes Gesetz zur Änderung des Filmförderungsgesetzes (22. Dezember 2003 / 1. Januar 2004)                                       | BGBl. 2003 I S. 2771 (BGBl. 2004 I S. 2277)             |
| Fünftes Gesetz zur Änderung des Filmförderungsgesetzes (22. Dezember 2008 / 1. Januar 2009)                                       | BGBl. 2008 I S. 3000                                    |
| Sechstes Gesetz zur Änderung des Filmförderungsgesetzes (31. Juli 2010 / 6. August 2010)                                          | BGBl. I S. 1048                                         |

Mit dem Gesetz über Maßnahmen zur Förderung des deutschen Films vom 22. Dezember 1967 wurde erstmals eine rechtliche Grundlage für eine Filmförderung des Bundes erlassen; dieses Gesetz enthielt bereits wesentliche Elemente des heute geltenden Gesetzes, beispielsweise die Einrichtung (§ 1) und den institutionellen Aufbau der Filmförderungsanstalt (§§ 3 ff.), die Referenzfilmförderung (§§ 7 ff.), die Kurzfilmförderung (§ 13), die Förderung der Filmtheaterbetreiber (§ 14) und die Erhebung einer Filmabgabe (§ 15). Die Hersteller geförderter Filme waren verpflichtet, die Fernsehnutzungsrechte auf die Filmförderungsanstalt zu übertragen (§ 12).
Im ersten Änderungsgesetz zum Filmförderungsgesetz von 1967 wurde der Erwerb der Fernsehnutzungsrechte durch eine Sperrfrist für die Fernsehnutzungsrechte für einen Zeitraum von fünf Jahren ersetzt (Art. 1 Nr. 1 und 8). Zudem wurde die bereits geltende Ausnahme der Förderungsmöglichkeit für sittlich und moralisch anstößige Filme erweitert und auch Filme von niedriger Qualität von der Förderung ausgenommen (Art. 1 Nr. 3 b zu § 7 Abs. 9).
Im zweiten Änderungsgesetz wurde die Referenzfilmförderung durch eine Projektförderung ergänzt, die – als Vorgängerregelung weiter gefasst als die heutige Projektfilmförderung – Einzelprojekte im Bereich Film, Filmtheater, Filmabsatz oder filmberufliche Fortbildung durch bedingt rückzahlbare Darlehen zu fördern beabsichtigte; über die Förderung entschied eine Projektkommission aus sachkundigen Persönlichkeiten, die von den im Verwaltungsrat sitzenden zivilgesellschaftlichen und staatlichen Vertretern benannt wurden (Art. 1 Nr. 12 zu §§ 14 a ff.).
Mit dem „Gesetz über Maßnahmen zur Förderung des deutschen Films (Filmförderungsgesetz – FFG)“ aus dem Jahre 1979 wurde das bisherige Gesetz aufgehoben und durch ein detaillierter ausgearbeitetes Regelungswerk ersetzt. Eine Bewertungs- und Vergabekommission aus sachkundigen Persönlichkeiten sollten die Qualität eines Films beurteilen und über die Projektförderung entscheiden, die nunmehr neu geregelt und in Projektfilmförderung, Förderung des Filmabspiels und Filmabsatzes sowie sonstige Förderung aufgespalten wurde.
Das erste Änderungsgesetz zum Filmförderungsgesetz von 1979 regelte insbesondere die aufkommende Videowirtschaft. In § 30 Abs. 1 wurde eine Sperrfrist von einem halben Jahr nach dem Kinostart für die Auswertung geförderter Filme durch Bildträger festgelegt. Zugleich wurde die Videowirtschaft zur Zahlung einer Filmabgabe herangezogen (§ 66a). Daneben wurde die bisherige Möglichkeit zur Förderung der Modernisierung oder Verbesserung von Filmtheatern durch eine neue Förderungsmöglichkeit für die Neuerrichtung von Filmtheatern ergänzt (Art. 1 Nr. 35 a).
Das zweite Änderungsgesetz regelt die Förderung von Videos und Videotheken (§§ 53 und 56a). Zudem verkürzt es die Sperrfrist für die Nutzung der Fernsehrechte auf drei Jahre.
Das dritte Änderungsgesetz verkürzt die Sperrfrist auf zwei Jahre. Außerdem enthält es erstmals eine ausdrückliche Regelung über die seit 1974 üblichen Film-Fernseh-Abkommen, indem es ihre Beiträge von sonstigen Dritt-Einnahmen unterscheidet (§ 67) und die Verwendung der Beiträge festlegt (§ 67 b).
Im vierten Änderungsgesetz wurde in § 1 erstmals die Förderung der „kreativ-künstlerischen Qualität des deutschen Films“ (§ 1) ausdrücklich als Ziel des FFG festgeschrieben. Daneben wurde der Filmförderungsanstalt die neue Aufgabe zugewiesen, die „gesamtwirtschaftlichen Belange der Filmwirtschaft zu unterstützen, insbesondere durch Maßnahmen zur Marktforschung und zur Bekämpfung der Verletzung von urheberrechtlich geschützten Nutzungsrechten“ (§2 Abs. 1). Auf Grundlage des § 60 hat die Filmförderungsanstalt die „Bekämpfung der Filmpiraterie“ unterstützt und die „Brenner-Studien“ über das Kopieren und Herunterladen von Spielfilmen durchgeführt.
Im fünften Änderungsgesetz wurden die Sperrfristen für die Verwertungsrechte weiter verkürzt (neuer § 20). Zudem ist nun auch für Kurzfilme ein Punkte-System eingeführt worden (Änderung des § 41).
Als Reaktion auf den Vorlagebeschluss des Bundesverwaltungsgerichts (siehe unten) sieht das Sechste Änderungsgesetz eine Abgabepflicht für öffentlich-rechtliche und private Fernsehveranstalter vor und ersetzt damit die bisherige Heranziehung über freiwillige Film-Fernseh-Abkommen. Gemäß der Neufassung des § 67 FFG in Art. 1 Nr. 4 des sechsten Änderungsgesetzes sollen die öffentlich-rechtlichen Fernsehveranstalter 2,5 % der Kosten zahlen, die sie für Kinofilme aufgebracht haben; die privaten Fernsehsender sollen einen Anteil ihrer Werbeeinnahmen zahlen, der gestaffelt nach dem Anteil der gesendeten Kinofilme zur Gesamtsendezeit ist; Sender mit einem Anteil der Sendezeit von Kinofilmen an der Gesamtsendezeit von weniger als 2 % sind von der Abgabe befreit. Diese Regelung gilt rückwirkend zum 1. Januar 2004 (§ 73 Abs. 7); allerdings werden keine Nachforderungen erhoben. Mit dieser rückwirkenden gesetzlichen Verpflichtung der Fernsehanstalten zur Zahlung der Filmabgabe beabsichtigt der Gesetzgeber, die verfassungsrechtlichen Bedenken, auf die sich die vor dem Bundesverfassungsgericht anhängige Normenkontrollklage stützt, aus dem Weg zu räumen.
Laut Bundeskulturstaatsminister Bernd Neumann begegnet diese Regelung Bedenken, weil der Bund, indem er die Rundfunkanstalten zu einer Filmabgabe verpflichte, in die „Kulturhoheit der Länder“, die Gesetzgebungskompetenz der Länder in Angelegenheiten der Kultur, eingreifen könnte; in diesem Fall bliebe als Alternative nur, die Filmförderungsanstalt allein durch freiwillige Abkommen sowohl mit den Fernsehveranstaltern als dann auch mit den Kinobetreibern und der Videowirtschaft zu finanzieren. Die Bundesregierung hingegen meint, die Erhebung der Sonderabgabe sei als Annexkompetenz zu Art. 73 Abs. 1 Nr. 1 und Art. 74 Abs. 1 Nr. 11 Grundgesetz zulässig; auf die Besonderheit der Heranziehung der Landesmedienanstalten zur Zahlung Filmabgabe geht sie nicht näher ein.

## Rechtsprechung zur Verfassungsmäßigkeit des Filmförderungsgesetzes
Im Jahr 1974 hat das Bundesverwaltungsgericht die Erhebung der Filmabgabe und insbesondere die Verfassungsmäßigkeit des Filmförderungsgesetzes in seiner ursprünglichen Fassung nicht bezweifelt. Das Bundesverwaltungsgericht hat die Filmabgabe als sog. Sonderabgabe eingestuft und die Gesetzgebungskompetenz zur Erhebung dieser als von Art. 74 Nr. 11 GG gedeckt angesehen; ebenfalls hat es einen Verstoß gegen die Art. 3 und 14 GG abgelehnt, da die Abgabe den Filmtheaterbetreibern als Adressaten der Abgabepflicht zugute komme und somit keine Fremdnützigkeit der Sonderabgabe vorliege.
Mit Entscheidung vom 9. Dezember 1999 hat das Bundesverfassungsgericht ein Verfassungsbeschwerdeverfahren eingestellt, nachdem die Beschwerdeführer ihre Beschwerden zurückgenommen hatten. Ausdrücklich offengelassen hat es dabei die Fragen, ob die Erhebung der Filmabgabe von der Gesetzgebungskompetenz des Bundes gedeckt ist und ob die Erhebung der Abgabe ohne Heranziehung der Fernsehveranstalter mit Art. 3 Abs. 1 GG vereinbar ist.
Zweifel an der Vereinbarkeit der Erhebung der Filmabgabe mit Art. 3 Abs. 1 GG und Art. 20 Abs. 3 GG auf Grundlage des Fünften Gesetzes zur Änderung des Filmförderungsgesetzes (2008) hatte das Bundesverwaltungsgericht in seinem Vorlagebeschluss vom 25. Februar 2009 geäußert: Indem die Fernsehveranstalter nicht von Gesetzes wegen, sondern nur durch zwischen ihnen und der Filmförderungsanstalt auszuhandelnde Verträge an der Finanzierung der Filmförderung beteiligt würden, verstoße die Regelung zur Filmabgabe gegen den Gleichheitssatz des Art. 3 Abs. 1 GG. Zwar sei die Regelung, die Fernsehveranstalter über Verträge mit der Filmförderungsanstalt zur Mitfinanzierung der Filmförderung heranzuziehen, nicht als solche verfassungswidrig; allerdings verstößt es nach Überzeugung des Bundesverwaltungsgerichts gegen die Art. 3 Abs. 1, Art. 20 Abs. 3 GG, dass im Filmförderungsgesetz keine Kriterien für die Aushandlung dieser Verträge, insbesondere keine Mindesthöhe der Beteiligung der Fernsehveranstalter, festgelegt sei. Nachdem nun die Fernsehsender mit dem Sechsten Änderungsgesetz aus dem Jahr 2010 rückwirkend zu einer Zahlung verpflichtet wurden (und also nicht mehr nur im Rahmen freiwilliger Abkommen Zahlungen erbringen), hat das Bundesverwaltungsgericht seinen Beschluss zur Vorlage an das Bundesverfassungsgericht zurückgenommen; seine Bedenken gegen die Verfassungsmäßigkeit seien durch das Sechste Änderungsgesetz ausgeräumt. An der von den Klägern ebenfalls bezweifelten Kompetenz des Bundes sowie an der Zulässigkeit der Rückwirkung des Gesetzes hatten die Richter keine Bedenken.